# Princess (romanzo)
Princess (The Betrayal of Natalie Hargrove) è un romanzo della scrittrice statunitense Lauren Kate.
Il libro è stato tradotto  in spagnolo, italiano, tedesco e olandese.

## Trama
Natalie Hargrove sarebbe disposta a uccidere pur di farsi eleggere “Principessa” della scuola, e non tollera l'idea che, al suo fianco, rischi di vincere non il fidanzato Mike ma Justin, un ragazzo a cui la legano sgraditi ricordi. Mentre fervono le manovre per conquistare i voti dei compagni, durante una festa di carnevale, Natalie e Mike si imbattono in Justin ubriaco, e Nat decide di legarlo di fronte alla chiesa, sottraendogli dalle tasche alcune pillole che scambia per droga. Ma il mattino dopo, lo scherzo diventa tragedia: Justin viene ritrovato morto, e davanti a Nat si spalanca l'abisso delle responsabilità da cui ormai non può più fuggire. Tra segreti inconfessabili, ricatti, premonizioni, il primo romanzo di Lauren Kate è il ritratto appassionante, duro ma vero, di un'adolescenza americana.

## Edizioni in italiano
- Lauren Kate, Princess, traduzione di Valentina Zaffagnini, Milano: Rizzoli, 2011